# RadioClicker
RadioClicker — компьютерная программа для операционной системы Microsoft Windows, которая предназначена для прослушивания радио и просмотра телевидения в Интернете.

## Описание
RadioClicker имеет простой в управлении графический интерфейс, рассчитанный для быстрого освоения даже для неопытных пользователей. В программу встроена большая база данных российских станций, которые для более удобного поиска распределены по категориям, а для вывода звука используется популярная библиотека BASS.
Программе не предоставляет интернациональную поддержку языков (в наличии только русский язык) и распространяется в Freeware и Shareware изданиях.

## Возможности и особенности
- Большое количество станций.
- Возможность записи на жёсткий диск пользователя.
- Поиск станций в плей-листе.
- Добавление станции в список «Избранного».
- Выбор качества передачи звука.
- Работа в фоновом режиме.
- Отсутствие рекламы или spyware.
- Бесплатная техническая поддержка.